# Macaranga boutonioides
Macaranga boutonioides är en törelväxtart som beskrevs av Henri Ernest Baillon. Macaranga boutonioides ingår i släktet Macaranga och familjen törelväxter. Inga underarter finns listade i Catalogue of Life.